# Scuola Superiore di Sant’Anna
Scuola Superiore Sant’Anna (wł. Scuola Superiore di Studi Universitari e di Perfezionamento Sant’Anna) – elitarna szkoła wyższa z siedzibą w Pizie.
Prowadzi studia w zakresie stosowanych nauk społecznych (prawo, ekonomia, politologia), medycyny, agronomii i nauk technicznych. Blisko współpracuje z uczelnią Scuola Normale di Pisa prowadzącą badania naukowe i studia wyższe w zakresie nauk humanistycznych i ścisłych.